# Конурбація

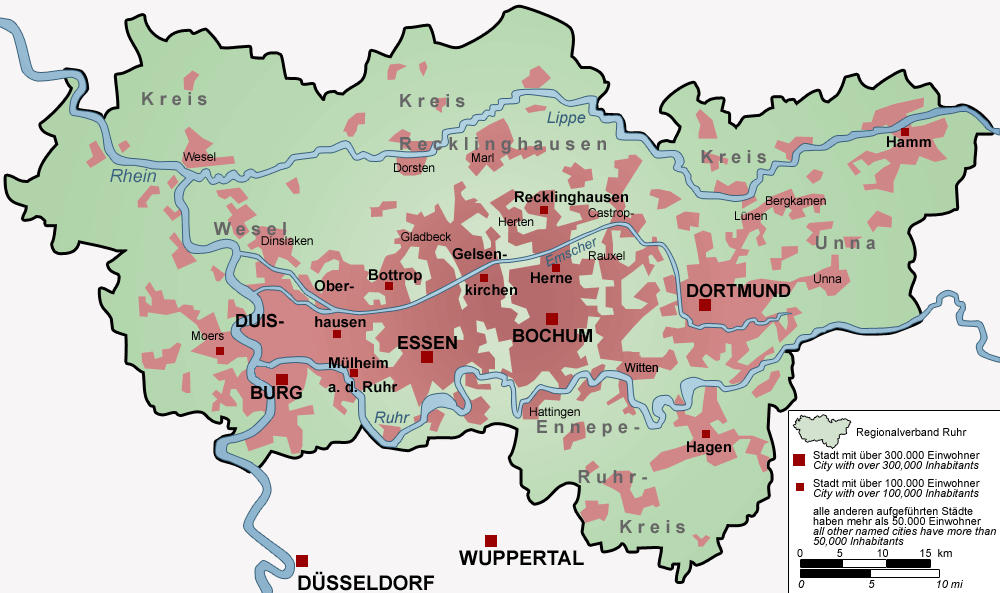
Рурська конурбація

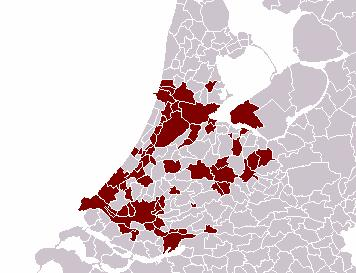
Конурбація Рандстад

Конурба́ція (поліцентрична агломерація, співмістя) — міська територія або агломерація поліцентричного типу в складі декількох більш-менш рівноправних міст і великих міських територій, що через зростання населення і фізичне розширення, злилися в одну безперервну міську промислово розвинену область.

## Загальний опис
Переважно конурбації є поліцентричними агломераціями, у яких транспорт створює єдиний міський ринок праці або доставляє робітників до місця праці.
Термін «конурбація» був вперше згаданий як неологізм в 1915 році Патріком Геддесом в його книзі Міста в еволюції. Він звернув увагу на здатність (у той час) нових технологій виробництва електроенергії і транспорту з'єднувати міста в агломерації, і навів приклади Мідлендтон (Midlandton) в Англії, Рур в Німеччині і Нью-Йорк — Бостон у США.
Конурбації іноді плутають з метропольним регіоном. Як термін, що використовується в Північній Америці, метропольний регіон складається з багатьох кварталів, тоді як конурбація складається з багатьох різних метропольних регіонів, які сполучені один з одним і є взаємозалежними, як правило, економічно і соціально. У міжнародному плані міська агломерація часто використовується в сенсі конурбація.

## Приклади
Рандстад — густо населений район в Нідерландах, що складається з чотирьох найбільших міст країни і декількох невеликих міст і селищ, є одним з найяскравіших прикладів конурбації. Брюссельський столичний регіон в Бельгії, навпаки, є агломерацією — центр одне місто.

### В Україні
В Україні Донецько-Луганське скупчення агломерацій може розглядатися як конурбація з населенням 4 750 тисяч осіб.